# 동곳

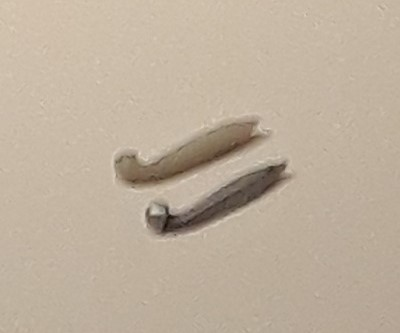
국립 민속 박물관 소장 동곳

동곳은 남자들이 상투를 틀 때 정수리의 상투가 풀어지지 않게 고정시켜주는 장신구의 하나이다. 윗부분은 반구형(半球形)이고 밑은 약간 굽었거나 똑바른 것, 말뚝같이 생긴 것이 있다.

## 개요
동곳의 사용은 신분에 따른 제한은 없었으나, 지배층의 동곳을 보면 금, 은 등 여러 사치품을 사용했고, 일반 서민들은 나무나 뿔, 주석 등을 재료로 하는 동곳을 사용하였다. 또한 상중에는 흑각을 사용하였으며, 크기는 어린 아이가 사용하는 2cm 남짓 조그마한 크기부터, 장성한 성인들이 사용하는 6cm 정도 크기까지 다양하다.

## 갤러리

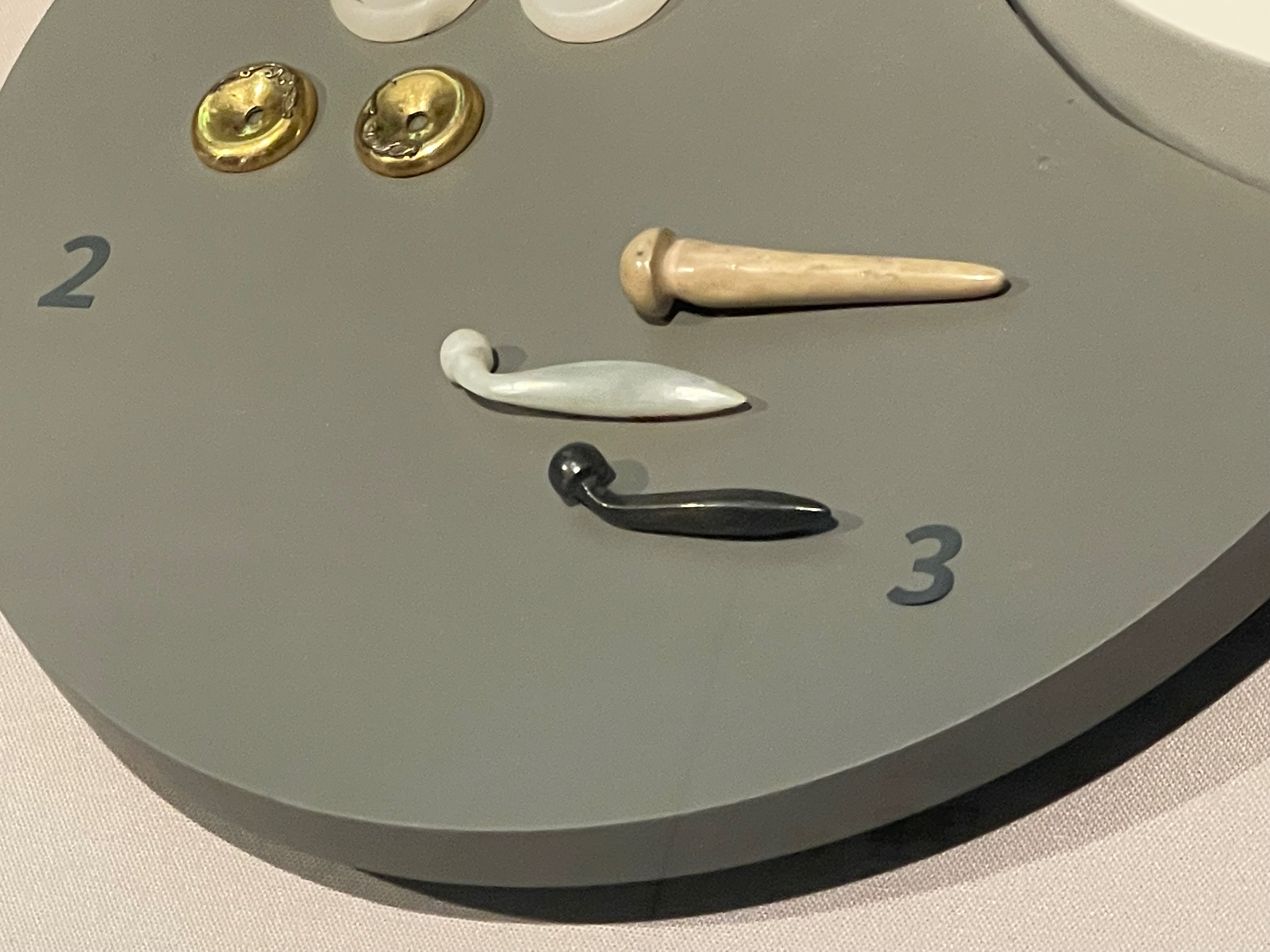
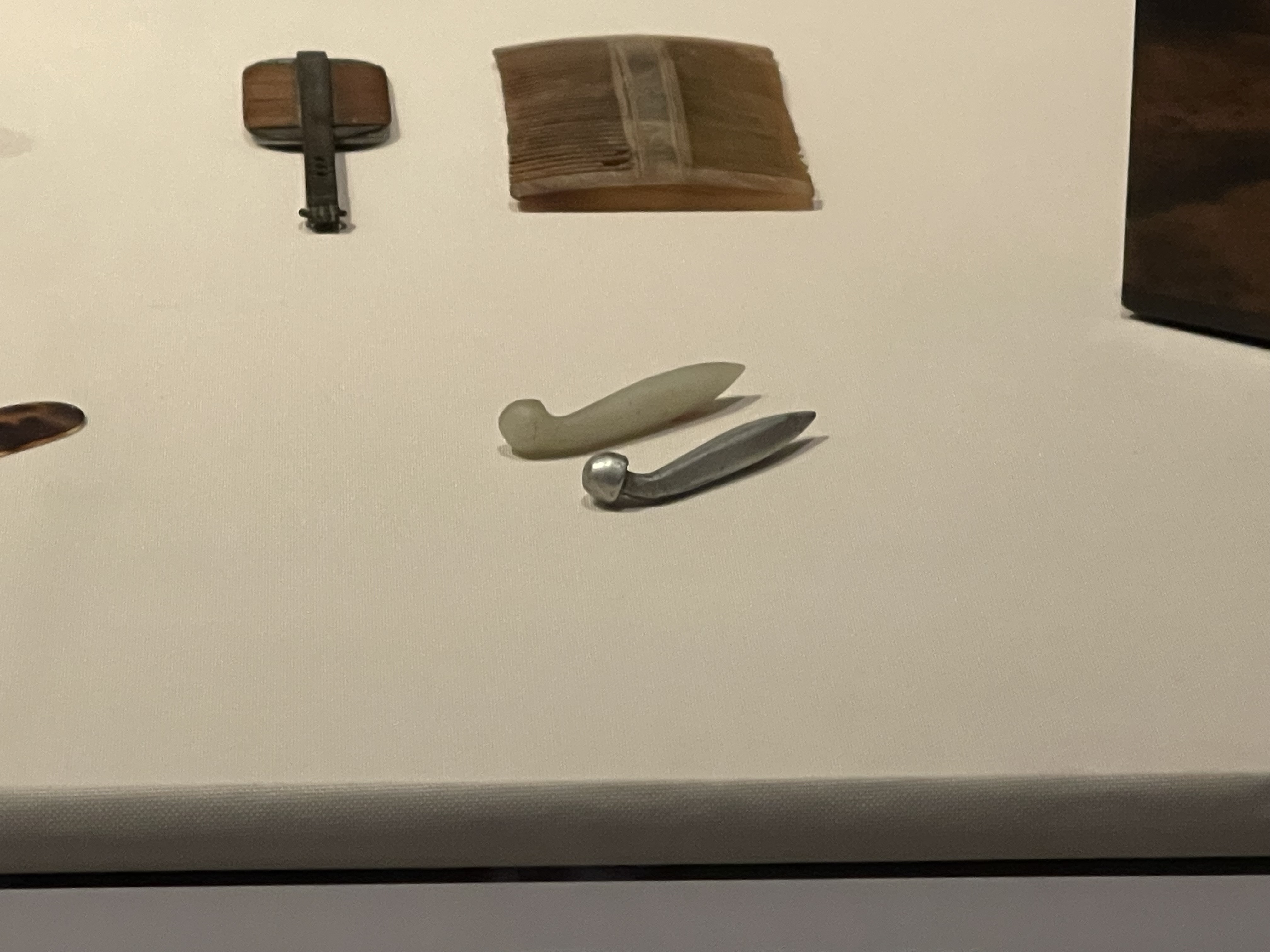
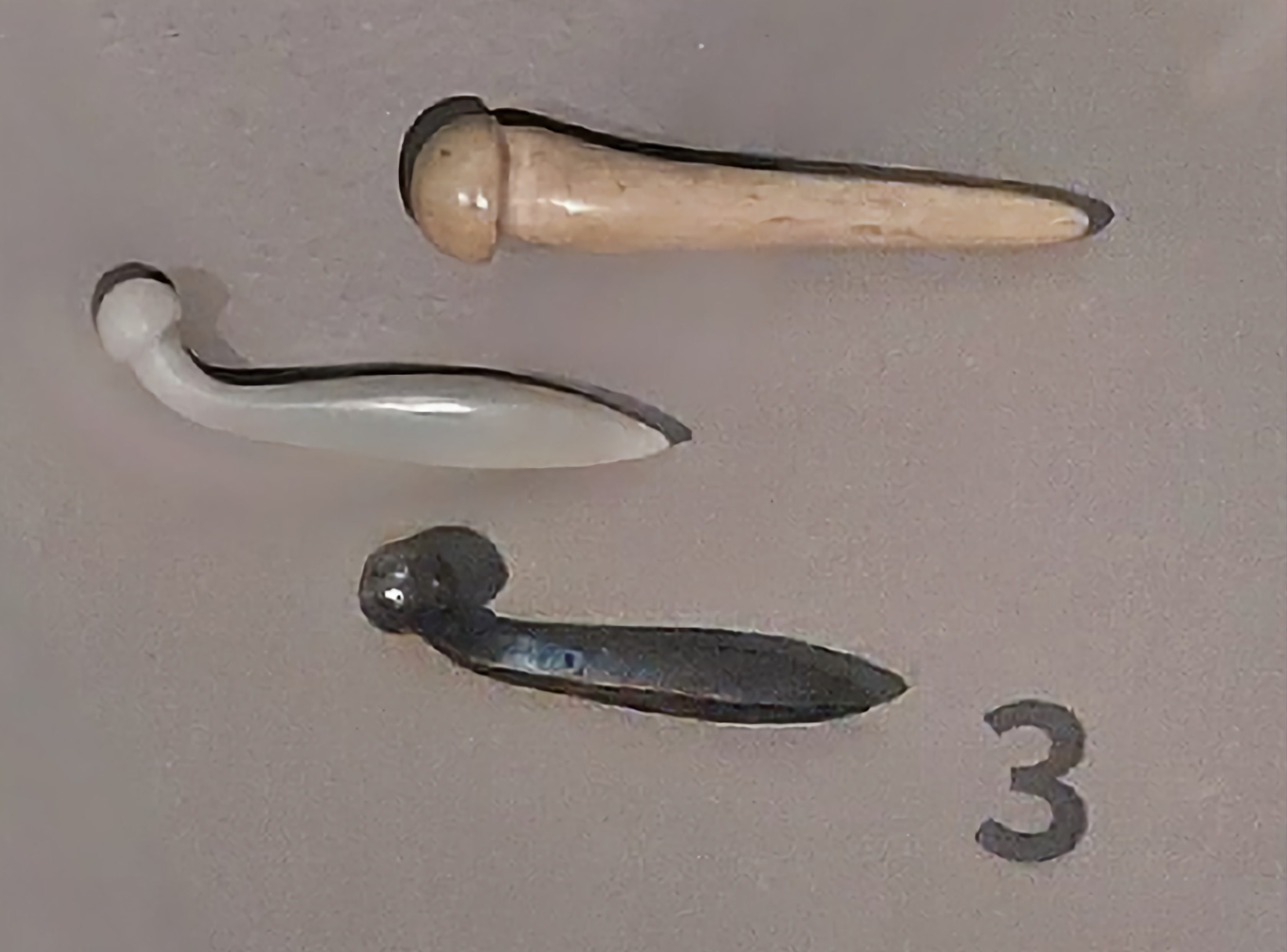
국립민속박물관 상설전시실 3에 전시된 동곳이다.

## 참고 문헌
- 『한국복식사(韓國服飾史)』 (석주선, 보진재 ,1978)